# Drapeau de l'Empire ottoman
 (avril 2017).
Si vous disposez d'ouvrages ou d'articles de référence ou si vous connaissez des sites web de qualité traitant du thème abordé ici, merci de compléter l'article en donnant les références utiles à sa vérifiabilité et en les liant à la section « Notes et références ».

Drapeau ottoman avant le démembrement de l'Empire

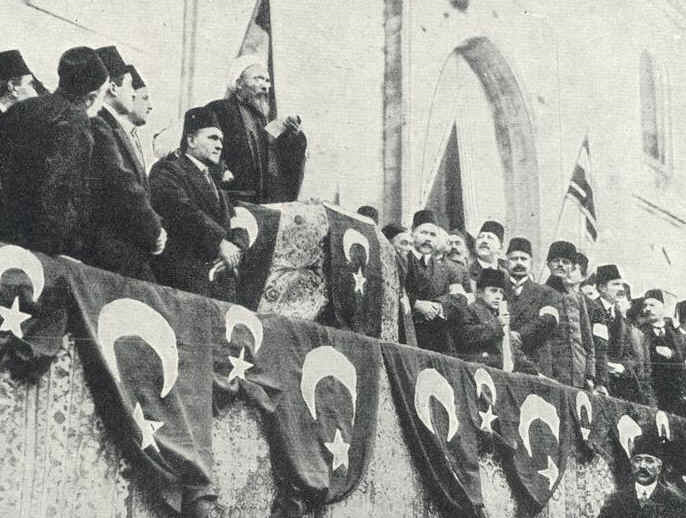
Le Şeyhülislam appelant au jihad contre les alliés en 1914 avec des drapeaux ottomans devant son podium.

Le drapeau de l'Empire ottoman se réfère à tous les drapeaux utilisés par les sultans régnants de la dynastie ottomane à travers le temps. En effet, divers drapeaux ont été utilisés au sein de l'Empire ottoman durant son existence, alors que le sultan utilisait pour sa part des emblèmes personnels à différentes occasions de son règne.
À partir de 1793, l'Empire ottoman utilisait un drapeau rouge et blanc comportant une lune et une étoile. En 1844, dans le cadre des réformes des Tanzimat, ce drapeau a été adopté  comme drapeau national officiel de l'empire. Celui-ci, composé d'un croissant et d'une étoile à cinq branches, forme par la suite la base du drapeau de la Turquie moderne qui succède à l'empire disparu en 1923.

## Du ghazi à l'empereur (1299-1453)

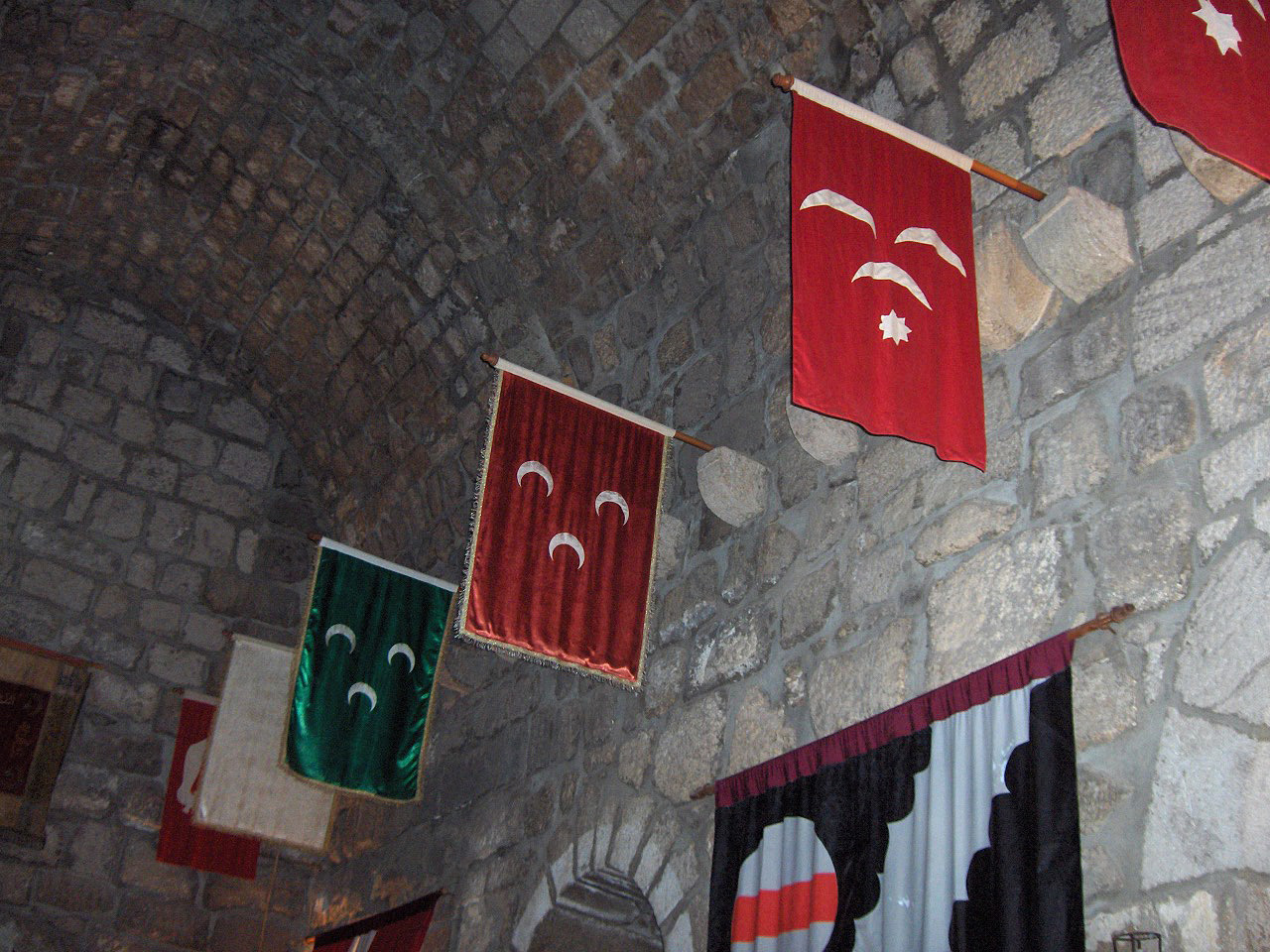
De gauche à droite : drapeau donné à Osman Ier par le sultan seldjoukide Mesud II (1289) ; drapeau naval ottoman (XVIe siècle) ; drapeau de l'armée ottomane (XVIe siècle) ;drapeau de l'armée ottomane (XVIIe siècle).

Durant les premières années, les Ottomans cherchent encore à se définir, processus qui n'arrive à son terme qu'avec la prise de Constantinople en 1453. Osman Ier, chef de guerre ghazi de Söğüt et fondateur de la dynastie, est acclamé comme khan de la tribu du Kayıhan en 1299, titre qu'il porte jusqu'à sa mort, établissant ainsi les fondations de ce qui deviendra par la suite l'empire. Ce titre de khan est hérité de son père Ertuğrul, de son grand-père Suleyman Shah, de son arrière-grand-père Kaya Alp et remonte jusqu'à l'époque où les Kayihan était encore une tribu nomade rattachée aux Oghouzes vivant dans la région du mont Khan Tengri.
Le fils d'Osman, Orhan, définit l'état dont il a hérité comme le successeur de l'Empire romain et épouse même une princesse romaine.

## Drapeaux de la Sublime Porte (1453-1793)
Le croissant est un ancien symbole de Byzance et Constantinople, ce qui fut une mais pas l'unique raison de l'adopter comme emblème ottoman. Le drapeau est souvent vert,. En effet, dans certains clans et royaumes turcs, le symbole du croissant est déjà extrêmement utilisé. Très populaire en Perse, lieu d'origine à ce stade de la majeure partie de la culture ottomane non romaine, il est remarquablement similaire au tamga du clan Kayi d'où descendent Osman et le khanat d'où émergera l'empire. Ce symbole fait donc passer un puissant message en reliant le passé et le futur. La principale raison de l'utilisation du croissant est l'Islam qui est le fondement même de l'Empire Ottoman. En effet, le croissant est tout simplement symbole d'Islam.

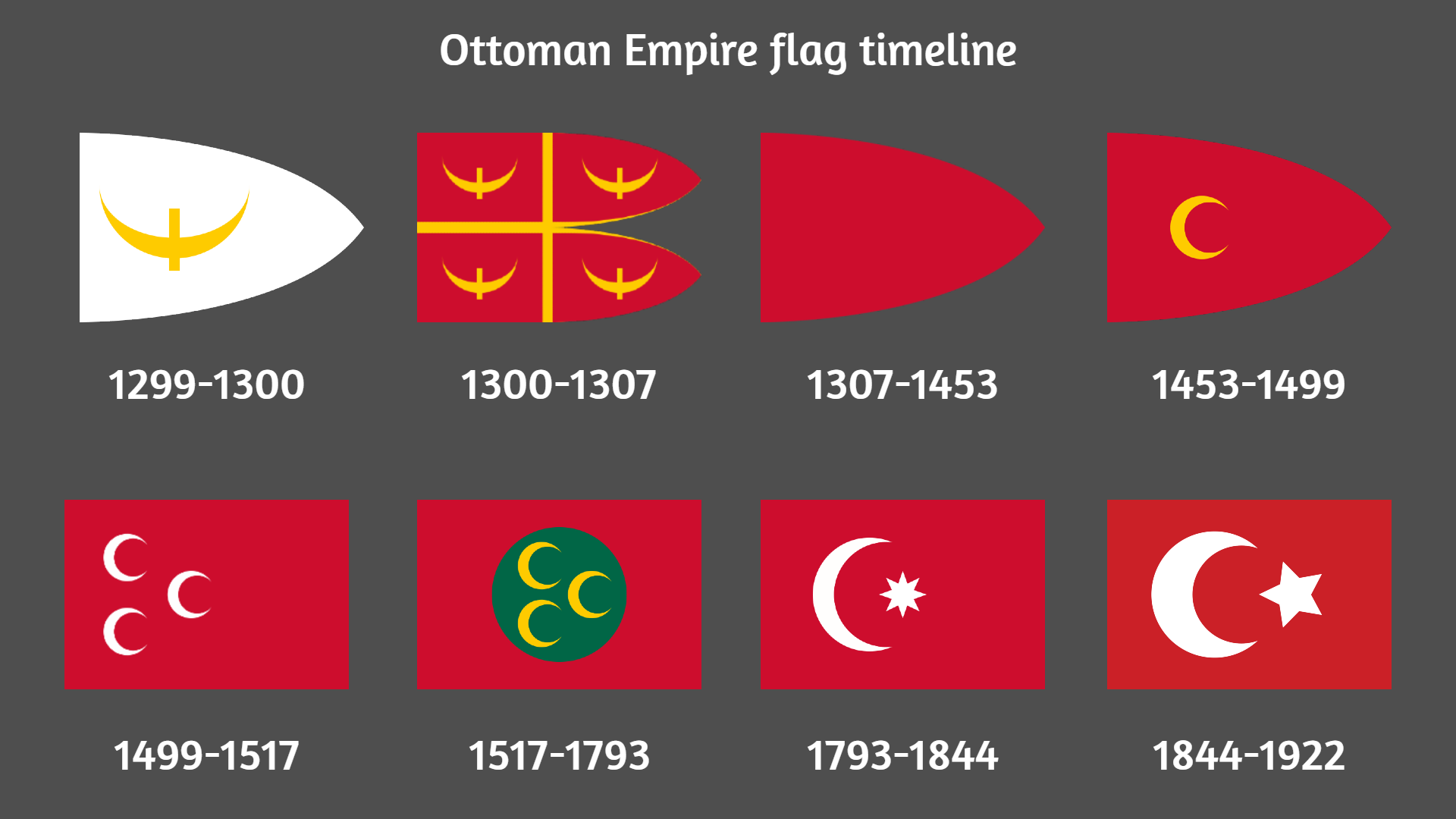
L'évolution du drapeau de l'empire Ottoman.

Avec la prise de contrôle de Constantinople et du Bosphore apparaissent de nouvelles perspectives commerciales mais aussi de nouvelles menaces venant de Venise et Gênes qui craignent pour leurs intérêts et colonies dans les mers Égée et Noire. Les Ottomans ressentent donc le besoin pressant de se doter d'une flotte militaire puissante ainsi que d'une marine marchande et instituent à cette occasion nombre de réformes, y compris la création de drapeaux navals, identifiant notamment les navires commandants et la marine marchande sur la base de leur religion, chacun étant traité différemment par le système légal ottoman. Le système naval possède également des drapeaux destinés aux navires individuels et aux commandants mais ils ne peuvent être considérés comme drapeaux ottomans.
Avec la conquête de la Syrie et de l'Égypte, un nouveau drapeau impérial devient nécessaire en raison du changement engendré : le sultan n'est plus le successeur de Rome dans un territoire principalement chrétien mais devient sultan d'Égypte et calife de l'islam. C'est pourquoi la croix byzantine est retirée et un disque de couleur verte, couleur de l'islam, placé sur le drapeau impérial. Les symboles du croissant sont maintenus mais réduits au nombre de trois et placés au-dessus du disque, représentant dorénavant les trois continents sur lesquels règne la dynastie ottomane : l'Afrique, l'Asie et l'Europe.

## Réformes et déclin (1793-1923)

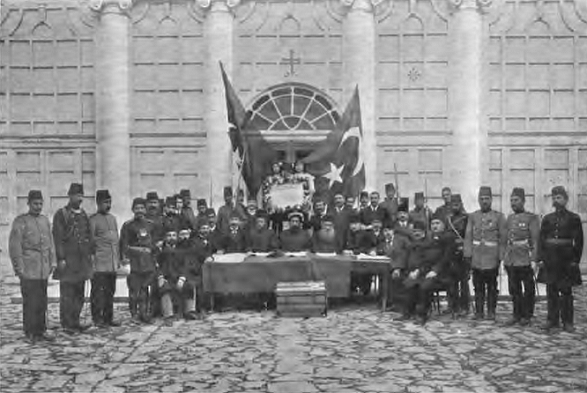
Drapeaux ottomans en 1908, pendant la révolution des Jeunes-Turcs

Drapeau ottoman de 1793-1844

À la suite des réformes dites du "Nouvel Ordre", le drapeau de la marine ottomane est rouge (couleur de l'Anatolie et les autres Eyalets asiatiques) et vert (couleurs de Roumélie). Toutes les institutions religieuses sont externalisées et, alors que l'empereur reste calife et conserve ses attributs religieux, le sultanat se sécularise. C'est dans ce contexte que la marine fait face à de profondes réformes de modernisation, restant toutefois faibles au regard de celles touchant l'armée de terre. Celle-ci est restructurée, le corps des janissaires dissous et beaucoup de ses membres tués en raison de leur résistance à la modernisation. Ceci s'accompagne d'un nouveau drapeau dans le style des armées européennes de l'époque, c'est-à-dire un drapeau bicolore aux deux couleurs officielles de l'empire. Sous Selim III, le drapeau est rouge avec une étoile à huit branches.
Approfondissant les réformes du Nouvel Ordre, l'empire est centralisé et tous les divers sous-sultants, pachaliks, beyliks et émirats abolis, y compris le sultanat ottoman. Un nouveau drapeau est créé pour remplacer tous ces drapeaux par un seul emblème national : un drapeau rouge et blanc comportant un croissant de lune et une étoile, précurseur du drapeau de la Turquie moderne. La sécularisation rend par ailleurs les religions égales devant la loi, abolissant la hiérarchie complexe des religions liées à la taxation différenciée et aux activités mercantiles. Ce drapeau devient donc le drapeau civil de tous les sujets ottomans.

## Étendard personnel du sultan
Les bannières impériales portaient le tuğra du sultan, souvent sur fond rose ou rouge clair. La couleur de l'islam étant le vert, beaucoup de drapeaux ottomans étaient donc vert foncé (parfois simplement vert et portant une étoile et un croissant blancs ou jaunes). Beaucoup de bannières royales portaient aussi le Zulfikar. Dès 1862, le drapeau du sultan était vert avec sept fines lignes horizontales de couleur rouge.

## Drapeau de 1453-1499

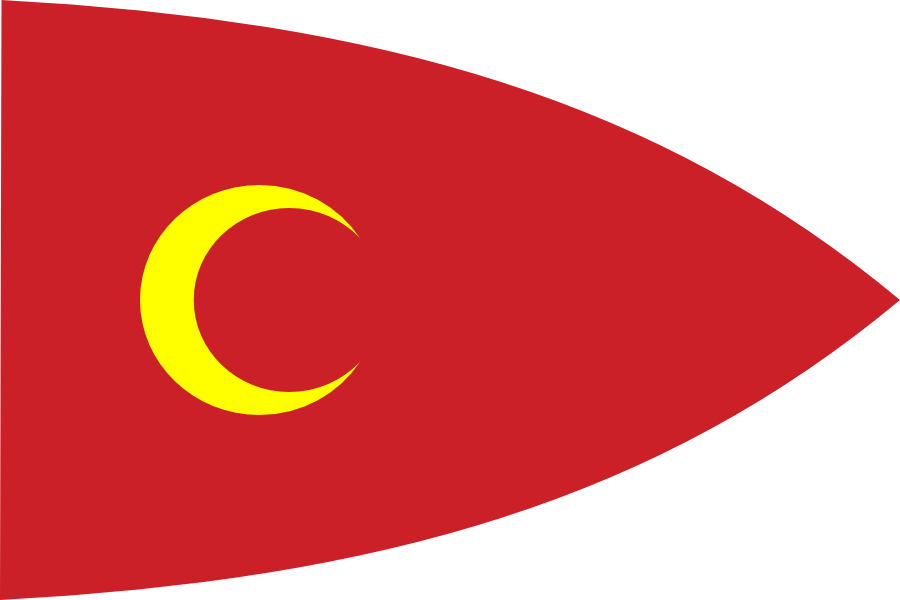
Drapeau de l'Empire ottoman de 1453 à 1499

Le drapeau ottoman de 1453-1499 n'était pas un quadrilatère. Le côté du mât ne contient pas de vide. Le reste semble rejoindre le centre à l'opposé. Le drapeau est rouge et arbore un croissant jaune représentant l'Islam.

## Mâts
Les mâts sont souvent décorées par un croissant, une tête de loup, une queue de cheval ou un Coran. En outre, des banderoles ont été toujours accompagnées par un certain nombre de petits drapeaux, fanions, icônes et articles divers avec un sens symbolique : les janissaries paradaient par exemple avec leurs chaudrons.

## Drapeau de la Turquie moderne

Actuel drapeau de la Turquie depuis la loi du 29 mai 1936.

À la suite de la dissolution de l'Empire ottoman, après la Première Guerre mondiale, et de la fondation de la République de Turquie après la guerre d'indépendance turque, le nouvel État conserve le drapeau créé en 1844 mais introduit en 1936 des standards quant à ses proportions. Le drapeau de la Turquie porte, sur un fond rouge, un croissant de lune et une étoile à cinq branches blancs aux proportions géométriques établies et régulées par la Loi du drapeau turc (Türk Bayrağı Kanunu).